# Samostatný prapor
Samostatný prapor je prapor, který je koncipován jakožto jednotka pro samostatné akce - tedy nezařazený do vyšší strukturní jednotky, jako je pluk či divize. Na rozdíl od klasických praporů integrovaných do výše zmíněných jednotek má obvykle poněkud odlišnou strukturu, univerzálnější výzbroj a často též poněkud větší počet mužů. Samostatné prapory vytvářela např. finská armáda za druhé světové války.
V Československé lidové armádě (ČSLA) vyjadřoval pojem samostatný prapor právní subjektivitu, obdobnou postavení pluku. Velitel samostatného praporu např. disponoval pravomocemi velitele pluku včetně kázeňských, otevřené označení samostatného praporu již bylo v rámci ČSLA unikátní (tj. nikoliv prosté pořadové číslo, jako tomu bylo u praporů pluku), rovněž měl vlastní krycí číslo. Na úroveň samostatného praporu byly postaveny i některé početně velmi malé součásti, např. spojovací středisko nebo radiační středisko vševojskové armády. Pro samostatný prapor bylo stejně jako pro pluk užíváno označení útvar, zatímco prapor pluku (a nižší) byl označován jako jednotka (naopak o divizi se hovořilo jako o svazku, o armádě jako o svazu).